# Palaeovespa
Palaeovespa es un género extinto de avispa en la familia Vespidae. El género actualmente contiene ocho especies, cinco del período Priaboniense en Colorado, EE. UU. y dos del Eoceno medio.

## Historia y clasificación
El género fue descrito por primera vez por Theodore Dru Alison Cockerell en un papel publicado en el Boletín del Museo de Zoología Comparativa el año 1906. El nombre del género es una combinación del griego palaios, que significa "viejo" y vespa del género Vespa, un tipo de género de la familia Vespidae, en donde se encuentra Palaeovespa. 
Junto con la descripción del género, se incluía la descripción de las especies de tipo nomenclatural P. florissantia, P. scudderi Y P. gillettei. Cockerell describió una cuarta especie, P. baltica en 1909 de un espécimen en Ámbar báltico. Cinco años más tarde, en 1914, Cockerell describió otra especie P. wilsoni. En 1923, P. relecta fue nombrado por Cockerell, para aumentar la lista de especies a seis. Palaeovespa obtuvo una especie más, P. socialis, en 2005 cuándo George Poinar, hijo describió una segunda especie encontrada en ámbar báltico.

## Descripción
Palaeovespa es similar al género Vespa, con el cual comparte muchas características similares, como un tórax redondeado ancho con un abdomen sésil que termina siendo ancho en la base. Sin embargo, la venación de las alas es similar a la del género más primitivo Polistes.